# Campeonato Europeo de Judo de 1995
El XLIII Campeonato Europeo de Judo se celebró en Birmingham (Reino Unido) entre el 11 y el 14 de mayo de 1995 bajo la organización de la Unión Europea de Judo (EJU) y la Federación Británica de Judo. 

## Medallistas

### Masculino
| Evento            | Oro                          | Plata                         | Bronce                                                               |
| ----------------- | ---------------------------- | ----------------------------- | -------------------------------------------------------------------- |
| –60 kg            | Nigel Donohue Reino Unido    | Guiorgui Vazagashvili Georgia | Girolamo Giovinazzo · Italia · Natik Baguirov · Bielorrusia          |
| –65 kg            | Peter Schlatter · Alemania   | Vsevolods Zeļonijs Letonia    | Philip Laats · Bélgica · Bektaş Demirel · Turquía                    |
| –71 kg            | Martin Schmidt · Alemania    | Christophe Gagliano Francia   | Thomas Schleicher · Austria · Davor Vlaškovac · Bosnia y Herzegovina |
| –78 kg            | Patrick Reiter · Austria     | Djamel Bouras Francia         | Johan Laats · Bélgica · Iraklı Uznadze · Turquía                     |
| –86 kg            | Maarten Arens · Países Bajos | Iveri Dzhikurauli Georgia     | Ruslan Mashurenko · Ucrania · Oleg Maltsev · Rusia                   |
| –95 kg            | Paweł Nastula · Polonia      | Dmitri Sergueyev · Rusia      | Stéphane Traineau Francia Pedro Soares Portugal                      |
| +95 kg            | Serguei Kosorotov · Rusia    | Frank Möller · Alemania       | Denny Ebbers · Países Bajos · Rafał Kubacki · Polonia                |
| Categoría abierta | Imre Csősz · Hungría         | Ralf Koser · Alemania         | Harry Van Barneveld · Bélgica · Ben Sonnemans · Países Bajos         |

### Femenino
| Evento            | Oro                              | Plata                               | Bronce                                                              |
| ----------------- | -------------------------------- | ----------------------------------- | ------------------------------------------------------------------- |
| –48 kg            | Yolanda Soler Grajera · España   | Sylvie Meloux Francia               | Joyce Heron · Reino Unido · Tatiana Kuvshinova · Rusia              |
| –52 kg            | Alessandra Giungi · Italia       | Heidi Goossens · Bélgica            | Ewa-Larysa Krause · Polonia · Sharon Rendle · Reino Unido           |
| –56 kg            | Nicola Fairbrother Reino Unido   | Isabel Fernández Gutiérrez · España | Jessica Gal · Países Bajos · Einat Yaron · Israel                   |
| –61 kg            | Jennifer Gal · Países Bajos      | Diane Bell Reino Unido              | Gella Vandecaveye · Bélgica · Cathérine Fleury-Vachon · Francia     |
| –66 kg            | Alice Dubois Francia             | Emanuela Pierantozzi · Italia       | Ute Burmeister · Alemania · Rowena Sweatman · Reino Unido           |
| –72 kg            | Ulla Werbrouck · Bélgica         | Estha Essombe Francia               | Kate Howey · Reino Unido · Doris Pöllhuber · Austria                |
| +72 kg            | Svetlana Gundarenko · Rusia      | Christine Cicot Francia             | Beata Maksymow · Polonia · Monique van der Lee · Países Bajos       |
| Categoría abierta | Angelique Seriese · Países Bajos | Simona Richter · Rumania            | Tsvetana Bozhilova · Bulgaria · Raquel Barrientos Espinosa · España |

## Medallero
| Núm. | País                 | Oro | Plata | Bronce | Total |
| ---- | -------------------- | --- | ----- | ------ | ----- |
| 1    | Países Bajos         | 3   | 0     | 4      | 7     |
| 2    | Alemania             | 2   | 2     | 1      | 5     |
| 3    | Reino Unido          | 2   | 1     | 4      | 7     |
| 4    | Rusia                | 2   | 1     | 2      | 5     |
| 5    | Francia              | 1   | 5     | 2      | 8     |
| 6    | Bélgica              | 1   | 1     | 4      | 6     |
| 7    | España               | 1   | 1     | 1      | 3     |
| 7    | Italia               | 1   | 1     | 1      | 3     |
| 9    | Polonia              | 1   | 0     | 3      | 4     |
| 10   | Austria              | 1   | 0     | 2      | 3     |
| 11   | Hungría              | 1   | 0     | 0      | 1     |
| 12   | Georgia              | 0   | 2     | 0      | 2     |
| 13   | Letonia              | 0   | 1     | 0      | 1     |
| 13   | Rumania              | 0   | 1     | 0      | 1     |
| 15   | Turquía              | 0   | 0     | 2      | 2     |
| 16   | Bielorrusia          | 0   | 0     | 1      | 1     |
| 16   | Bosnia y Herzegovina | 0   | 0     | 1      | 1     |
| 16   | Bulgaria             | 0   | 0     | 1      | 1     |
| 16   | Israel               | 0   | 0     | 1      | 1     |
| 16   | Portugal             | 0   | 0     | 1      | 1     |
| 16   | Ucrania              | 0   | 0     | 1      | 1     |
|      | TOTAL                | 16  | 16    | 32     | 64    |